# سفين كوب
سفين كوب (بالألمانية: Sven Kopp)‏ هو لاعب كرة قدم ألماني، ولد في 17 فبراير 1995 في فايدن إن در أوبربفالز في ألمانيا. لعب مع يان ريغينسبورغ.

## وصلات خارجية
- سفين كوب على موقع قاعدة بيانات كرة القدم.إي يو (الإنجليزية)
- سفين كوب على موقع بيانات كرة القدم. دي إي (الألمانية)
- سفين كوب على موقع Soccerway.com (الإنجليزية)
- سفين كوب على موقع عالم كرة القدم.نت (الإنجليزية)